# Africa Occidentale Tedesca
Africa Occidentale Tedesca (in tedesco Deutsch-Westafrika) era la designazione utilizzata per i protettorati in Africa occidentale tra il 1884 e il 1919. Il termine veniva utilizzato normalmente per indicare le colonie tedesche del Kamerun e del Togoland; più raramente, veniva compresa anche la colonia germanica dell'Africa Tedesca del Sud-Ovest (odierna Namibia tranne l'enclave britannica di Walvis Bay, in tedesco Walfischbucht) in tale denominazione. L'Africa Occidentale Tedesca esistette come unità amministrativa solo per alcuni anni, tuttavia il termine venne utilizzato nel linguaggio commerciale e vernacolare ancora per parecchi anni in seguito.
L'espressione Deutsch-Westafrika può essere ritrovata anche in altre denominazioni:
- Deutsch-Westafrikanische Handelsgesellschaft, fondata nel 1896.[1]
- Deutsch-Westafrikanische Bank, fondata nel 1904.[2]

## Territori
L'Africa Occidentale Tedesca tra il 1884 e il 1919 consisteva delle seguenti aree (escludendo l'Africa Tedesca del Sud-Ovest):
| Territorio                     | Periodo   | Area (circa) | Popolazione (circa) | Paesi attuali                                |
| ------------------------------ | --------- | ------------ | ------------------- | -------------------------------------------- |
| Altkamerun (senza il nord-est) | 1884–1919 | 488.000 km²  | 2.588.000           | Camerun Nigeria                              |
| Ambasbay/Victoria              | 1887–1919 | ?            | 12.000              | Camerun                                      |
| Entenschnabel                  | 1894–1911 | 12.000 km²   | ?                   | Camerun Ciad                                 |
| Kapitaï und Koba               | 1884–1885 | 2.310 km²    | 35.000              | Guinea                                       |
| Mahinland                      | 1885      | ?            | 10.000              | Nigeria                                      |
| Neukamerun (Deutsch-Kongo)     | 1911–1919 | 295.000 km²  | 2.000.000           | Gabon Rep. del Congo Ciad Rep. Centrafricana |
| Area di Salaga (Est)           | 1899–1919 | ?            | ?                   | Ghana                                        |
| Togoland                       | 1884–1919 | 87.200 km²   | 1.000.000           | Ghana Togo                                   |
| Totale                         |           | 879.510 km²  | 5.645.000           |                                              |